# 창두시
창두시( 중국어 간체자: 昌都市, 병음: Chāngdū Shì)는 티베트어로 참도 시(티베트어: ཆབ་མདོ་ས་གནས Qamdo Sanai)라고도 하며, 중화인민공화국 티베트 자치구 동부에 위치한 지급시이다. 중심지는 카뤄 구이다. 창두 시에는 해발4334m인 공항이 세워졌다.
2014년 11월 창두 지구(티베트어: ཆབ་མདོ་ས་ཁུལ་ 참도 사쿨, 중국어 간체자: 昌都地区, 병음: Chāngdū Dìqū)를 철폐하여 창두 시를 설립하였고, 창두 현을 철폐하여 카뤄 구를 설립하였다.

## 지리
티베트 자치구 동쪽은 메콩강과 땅륀강 상류지대에 위치한다. 남쪽은 미얀마와 국경을 접하고, 남동쪽은 윈난성 디칭저우, 동쪽은 쓰촨성 가오즈 티베트족 자치주, 북쪽은 칭하이성 위슈 티베트족 자치주와 접한다.

### 기후
창두는 습윤 대륙성 기후(쾨펜의 기후 구분 Dwb)를 띄며, 일부 지역의 경우 아극 기후(쾨펜의 기후 구분 Dwc)를 띄고 있다.
| Karub District, Chamdo (1981–2010)의 기후  | Karub District, Chamdo (1981–2010)의 기후 | Karub District, Chamdo (1981–2010)의 기후 | Karub District, Chamdo (1981–2010)의 기후 | Karub District, Chamdo (1981–2010)의 기후 | Karub District, Chamdo (1981–2010)의 기후 | Karub District, Chamdo (1981–2010)의 기후 | Karub District, Chamdo (1981–2010)의 기후 | Karub District, Chamdo (1981–2010)의 기후 | Karub District, Chamdo (1981–2010)의 기후 | Karub District, Chamdo (1981–2010)의 기후 | Karub District, Chamdo (1981–2010)의 기후 | Karub District, Chamdo (1981–2010)의 기후 | Karub District, Chamdo (1981–2010)의 기후 |
| 월                                         | 1월                                       | 2월                                       | 3월                                       | 4월                                       | 5월                                       | 6월                                       | 7월                                       | 8월                                       | 9월                                       | 10월                                      | 11월                                      | 12월                                      | 연간                                      |
| ------------------------------------------ | ----------------------------------------- | ----------------------------------------- | ----------------------------------------- | ----------------------------------------- | ----------------------------------------- | ----------------------------------------- | ----------------------------------------- | ----------------------------------------- | ----------------------------------------- | ----------------------------------------- | ----------------------------------------- | ----------------------------------------- | ----------------------------------------- |
| 역대 최고 기온 °C (°F)                     | 21.8 (71.2)                               | 21.4 (70.5)                               | 26.1 (79.0)                               | 28.1 (82.6)                               | 29.5 (85.1)                               | 32.7 (90.9)                               | 32.0 (89.6)                               | 30.8 (87.4)                               | 30.5 (86.9)                               | 27.7 (81.9)                               | 22.3 (72.1)                               | 20.2 (68.4)                               | 32.7 (90.9)                               |
| 일평균 최고 기온 °C (°F)                   | —                                         | 10.2 (50.4)                               | 13.3 (55.9)                               | 16.6 (61.9)                               | 20.9 (69.6)                               | 23.6 (74.5)                               | 24.2 (75.6)                               | 23.5 (74.3)                               | 21.6 (70.9)                               | 17.6 (63.7)                               | 12.7 (54.9)                               | —                                         | —                                         |
| 일일 평균 기온 °C (°F)                     | −1.6 (29.1)                               | —                                         | —                                         | —                                         | 12.2 (54.0)                               | 15.3 (59.5)                               | 16.3 (61.3)                               | 15.5 (59.9)                               | 13.1 (55.6)                               | —                                         | —                                         | −1.5 (29.3)                               | —                                         |
| 일평균 최저 기온 °C (°F)                   | −9.6 (14.7)                               | −6.8 (19.8)                               | −2.4 (27.7)                               | —                                         | —                                         | —                                         | 10.6 (51.1)                               | 10.0 (50.0)                               | —                                         | —                                         | −5.0 (23.0)                               | —                                         | —                                         |
| 역대 최저 기온 °C (°F)                     | −19.4 (−2.9)                              | −17.4 (0.7)                               | −13.0 (8.6)                               | —                                         | —                                         | —                                         | —                                         | —                                         | —                                         | —                                         | −13.6 (7.5)                               | −20.7 (−5.3)                              | −20.7 (−5.3)                              |
| 평균 강수량 mm (인치)                      | —                                         | —                                         | —                                         | —                                         | —                                         | —                                         | 106.5 (4.19)                              | 100.5 (3.96)                              | —                                         | —                                         | —                                         | —                                         | —                                         |
| 평균 상대 습도 (%)                         | 36                                        | 36                                        | 41                                        | 48                                        | 50                                        | 59                                        | 65                                        | 67                                        | 67                                        | 59                                        | 46                                        | 39                                        | 51                                        |
| 출처: China Meteorological Administration, |                                           |                                           |                                           |                                           |                                           |                                           |                                           |                                           |                                           |                                           |                                           |                                           |                                           |

## 역사
당나라 때는 이 지역에 여성을 숭배해, 여왕을 섬기는 동녀국(東女國)이 있어, 당과 교류했지만, 토번 왕조에 의해 토번에 통합되었다. 티베트 왕조의 붕괴 후, 이 땅에 할거 한 소국의 주인들은 개별적으로 중국 왕조와 통교했지만, 13세기 몽골 제국 때 티베트 전역이 토번으로 묶여 사크야 파의 장이 장관을 맡는 선정원(宣政院)을 통해서 세력의 대소에 따라 만호, 천호 등의 지방관, 군사지휘관의 칭호를 받고 각지에 설치된 「만호부」, 「천호부」등의 기관의 장관으로 임명되었다(토사). 이 시를 포함한 캄 지방, 암도 지방을 다스리는 기관으로는 「토번등처선위사사」(吐蕃等處宣慰使司),「토번등노선위사사」(吐蕃等魯宣慰使司), 「감사선위사도원수부」(朵甘思宣慰司都元帥府)가 있었다.
명나라 대에 이르러 14세기 후반, 티베트 각지의 제후에게 위소(衛所)의 군사지휘관의 칭호를 주어(토사제, 위소제), 티베트를 양분하는 위치에 2위를 설치(서남부에 「오사장위」(烏思蔵衛), 동북부에 「타감사위」(朶甘思衛))하고, 영지의 대소에 따라 지휘사사 2, 선위사 2, 원수부 1, 초토사 1, 만호부 13, 천호부 4 등의 장관직 칭호가 주어졌다. 14세기에는 중심이되는 교단 정권의 장이 명의 칭호를 받아 아울러 「삼대법왕, 오대교왕」이라고 불렸다. 위와 같은 제도 하에서 이 시는 「타감사위」에 속하였고, 이 시기 티베트 불교 사크야 파의 지파인 골파가 융성해, 캄에 침투했다.
16세기에는 이 시에 려강을 본거지로 하는 잔왕의 세력이 유입되었지만, 17세기 중반 오이라트의 구시 칸(Güshi Khan, 固始汗) 왕조가 티베트 정복에 나섰을 때, 그 지배하에 들어갔다. 18세기, 옹정제의 티베트 분할에 의해 캄 지방이 삼분되었을 때, 달라이 라마에게 상으로 주어지고, 이후 「서장」의 일부분으로서 자리 매김되게 되었다.
1905년, 쓰촨 성 총독 조이풍(趙爾豊)은 쓰촨군을 인솔해 티베트를 침공하여, 명목 상 쓰촨성에 속해 있던 캄 지방 동부의 제후들이나, 라싸를 본거지로 하는 간덴포탄 등을 차례차례로 격파하고, 1911년, 라싸에 입성했다. 조는 간덴포탄이나 그 외의 티베트인의 소정권을 모두 점령하였고, 티베트를 중국에 병합하려고 계획하였다. 라싸 동쪽 100 km 정도에 위치한 타이자오(太昭)에 새로운 경계를 설정하고, 이 땅까지 창두 시를 시작으로 하는 캄 지방 서부와 캄 지방 동부를 맞춘 영역에 서강성(西康省)을, 타이자오 서쪽으로 서장성(西蔵省)을 설치할 준비에 착수했다. 그러나 같은 해 10월 신해혁명이 발발하여, 조는 본거지 쓰촨성 성도로 돌아가 혁명파에 살해되었다.
중국 정부는 이 땅을 촨비앤특별구(川辺特別区)에 편입시켰고, 후에 발족되는 서강성의 영역으로 확보하려고 했지만, 티베트의 통합과 독립국가로 국제 승인을 받으려는 간덴포탄은 캄 지방의 전역을 탈환의 목적으로서 자주 출병하여, 1918년, 창두 시에 해당하는 지역의 확보에 성공했다.
1950년, 창두 전투에서 승리한 중국 인민해방군이 진주하였다.

## 행정 구역
1개 시할구, 10개 현을 관할한다.

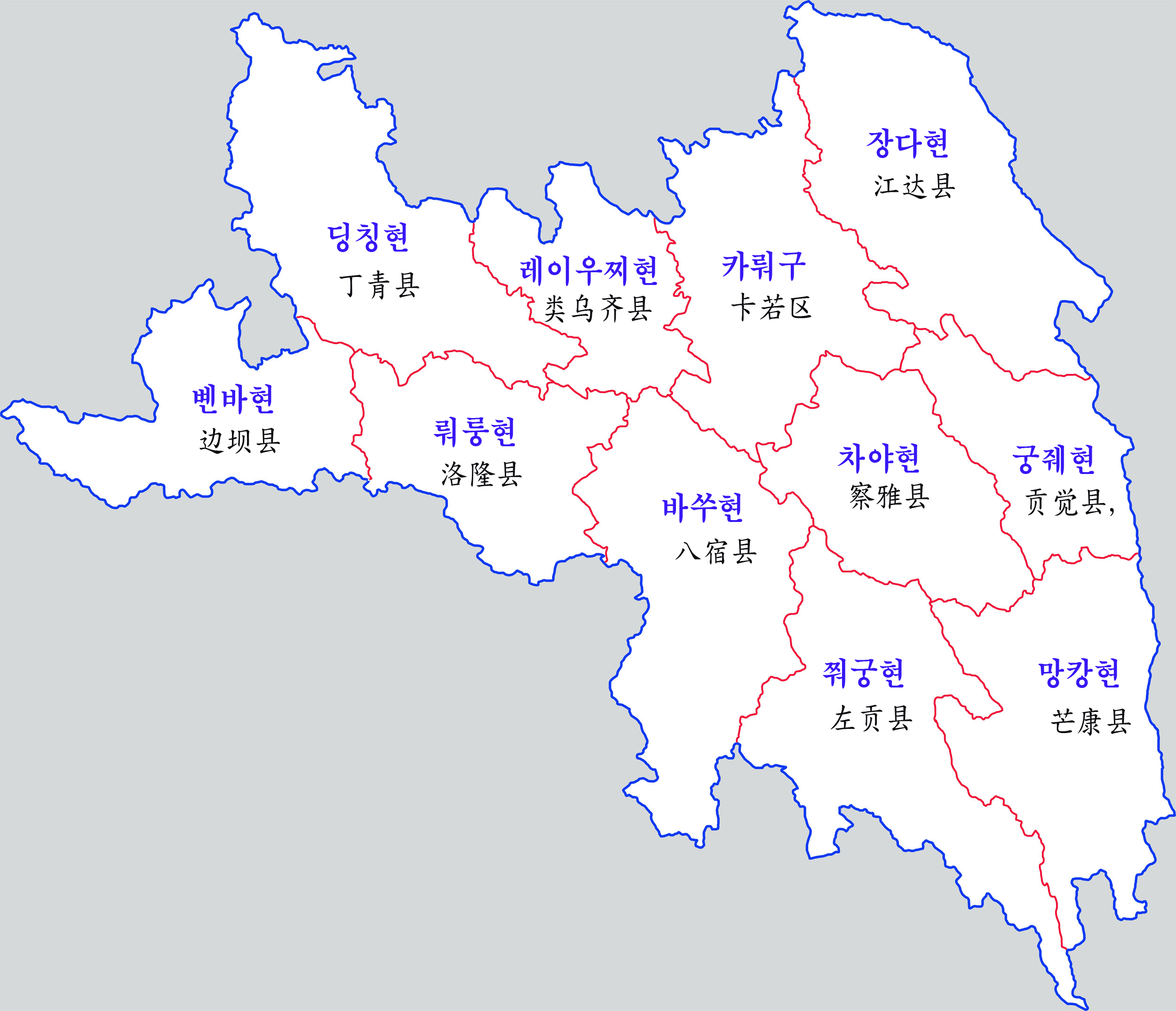
창두 시의 행정구역

- 카뤄 구(티베트어: མཁར་རོ་རྩེ་ཆུས། mkhar ro chus, 중국어 간체자: 卡若区, 병음: Kǎruò Qū)
- 장다 현(티베트어: འཇོ་མདའ་རྫོང་ 'jo mda' rdzong, 중국어 간체자: 江达县, 병음: Jiāngdá Xiàn)
- 궁줴 현(티베트어: གོ་འཇོ་རྫོང་ go 'jo rdzong, 중국어 간체자: 贡觉县, 병음: Gòngjué Xiàn)
- 레이우치 현(티베트어: རི་བོ་ཆེ་རྫོང་ ri bo che rdzong, 중국어 간체자: 类乌齐县, 병음: Lèiwūqí Xiàn)
- 딩칭 현(티베트어: སྟེང་ཆེན་རྫོང་ steng chen rdzong, 중국어 간체자: 丁青县, 병음: Dīngqīng Xiàn)
- 차야 현(티베트어: བྲག་གཡབ་རྫོང་ brag g-yab rdzong, 중국어 간체자: 察雅县, 병음: Cháyǎ Xiàn)
- 바쑤 현(티베트어: དཔའ་ཤོད་རྫོང་ dpa' shod rdzong, 중국어 간체자: 八宿县, 병음: Bāsù Xiàn)
- 쭤궁 현(티베트어: མཛོ་སྒང་རྫོང་ mdzo sgang rdzong, 중국어 간체자: 左贡县, 병음: Zuǒgòng Xiàn)
- 망캉 현(티베트어: སྨར་ཁམས་རྫོང་ smar khams rdzong, 중국어 간체자: 芒康县, 병음: Mángkāng Xiàn)
- 뤄룽 현(티베트어: ལྷོ་རོང་རྫོང་ lho rong rdzong, 중국어 간체자: 洛隆县, 병음: Luòlóng Xiàn)
- 볜바 현(티베트어: དཔལ་འབར་རྫོང་ dpal 'bar rdzong, 중국어 간체자: 边坝县, 병음: Biānbà Xiàn)